# Meteorologiåret 1879

## Händelser

### Februari
- 20 februari - En vinterstorm vid Kanadas kust ger Halifax, Nova Scotia det största snöfallet på fem år, och på sina ställen skapas fem meter höga snödrivor [1].

### Augusti
- 6 augusti - En tornado vid Buctouche i New Brunswick dödar sju personer, och sårar 10 [1].

### Okänt datum
- Temperaturmätningar inleds i Moskva, Ryssland [2].
- I Sverige inleds temperaturmätningar i Hoburg, Karesuando, Landsort, Leksand, [3] Härnösand [4] samt Kristianstad [5].
- Nederbörd börjar mätas i Leksand, Sverige [6].
- Dygnsnederbörd börjar uppmätas i Särna, Sverige [7].
- Dagliga väderleksrapporter inleds i Schweiz [8].

## Födda
- 15 juni – Alfred de Quervain, schweizisk meteorolog och polarforskare.

## Avlidna
- 4 april – Heinrich Dove, tysk meteorolog och fysiker.

### Fotnoter
1. 1 2  ”Dan, Dan the Weatherman's Canadian Weather Trivia Page”. Arkiverad från originalet den 9 september 2013. https://web.archive.org/web/20130909001246/http://www.dandantheweatherman.com/cantriv.html. Läst 7 mars 2011.
2. ↑  SMHI Arkiverad 27 oktober 2012 hämtat från the Wayback Machine.
3. ↑  SMHI
4. ↑  SMHI
5. ↑  SMHI
6. ↑  SMHI
7. ↑  SMHI
8. ↑  Meteo Swiss Arkiverad 3 maj 2014 hämtat från the Wayback Machine.